# نونية ابن زيدون
نونية ابن زيدون هي قصيدة شعرية كتبها الشاعر الأندلسي أحمد بن عبد الله بن أحمد بن غالب بن زيدون المخزومي الأندلسي، المكنى بأبي الوليد والمشهور بابن زيدون، وتعد هذه القصيدة من أشهر قصائده، بل ومن أشهر قصائد الفراق التي قيلت في تاريخ الشعر العربي، وقد نسج الشعراء اللاحقون على منوالها، وفيها يذوب أسى وألما على فراق ولادة بنت المستكفي حبيبته وعشيقته، ويحترق شوقا إليها وإلى الأوقات الصافية الممتعة التي قضاها معها.